# Kantathi Suphamongkhon

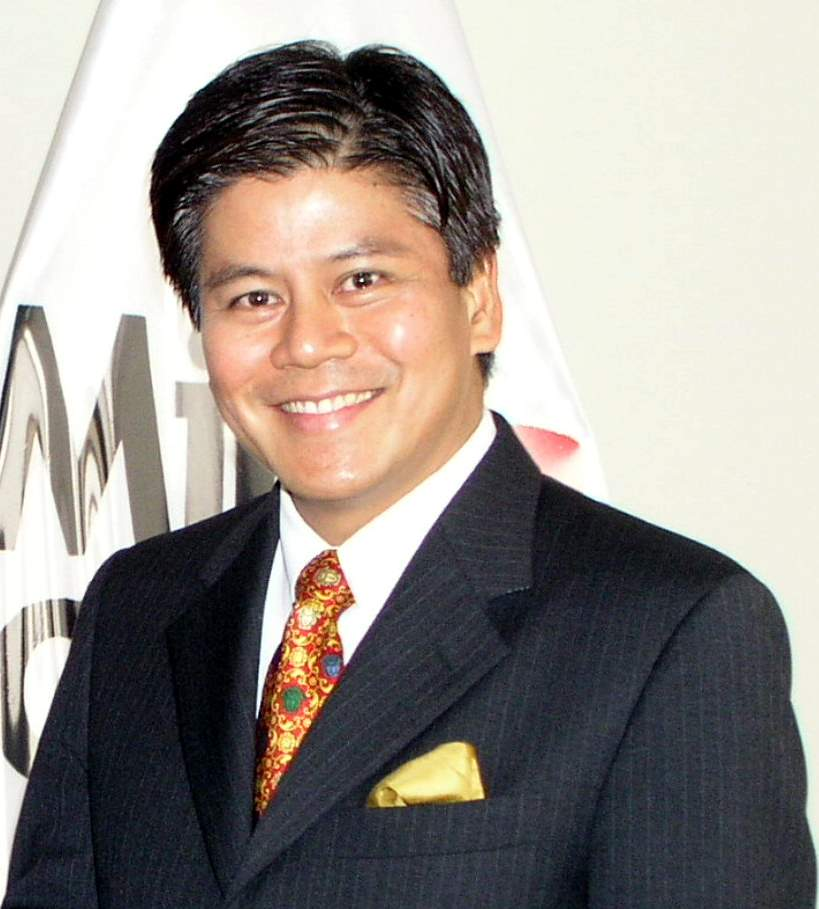
Kantathi Suphamongkhon.

Kantathi Suphamongkhon. (en tailandés: กันตธีร์ ศุภมงคล). (3 de abril de 1952). Político y diplomático de Tailandia. Fue Ministro de Asuntos Exteriores en el gobierno de Thaksin Shinawatra desde el 11 de marzo de 2005 hasta el golpe de Estado del 19 de septiembre de 2006.
Formado en Relaciones Internacionales en la Universidad del Sur de California, Máster en Ciencias Políticas en la Universidad de California y Master en la Universidad Americana en Washington. Fue profesor en relaciones internacionales, derecho internacional y organización internacional mientras finalizaba sus estudios de doctorado en Southern California. En 1984 volvió a Tailandia en donde se integró en el Ministerio de Asuntos Exteriores durante nueve años. Su carrera diplomática comenzó desde el Departamento de Organizaciones Internacionales del Ministerio, donde ejerció una importante actividad cuando su trabajo coincidió con la presencia de Tailandia durante dos años en el Consejo de Seguridad de Naciones Unidas. Después estuvo destinado en el Departamento de Política Exterior. De 1988 a 1992 representó a su país como diplomático en las Naciones Unidas en Nueva York.
En Tailandia, desde 2001, fue representante de la Oficina Comercial de Estados Unidos. Es uno de los fundadores del partido político Thai Rak Thai. En 1995 inició su carrera política como diputado del Parlamento, puesto que renovó en 2001. En 1996 fue nombrado consejero de Asuntos Exteriores del primer ministro. De regreso a su país, sirvió como consejero de Asuntos Exteriores del presidente del Parlamento, así como director de la Oficina de Política y Planificación del Ministerio de Asuntos Exteriores de 1993 a 1994.
- Datos: Q714212
- Multimedia: Kantathi Suphamongkhon / Q714212